# Вірменсько-німецькі відносини
Відносини між Вірменією та Німеччиною завжди були стабільними та міцними, обидві країни продовжують співпрацювати та розвиватися протягом багатьох років. Лідери обох країн обговорили двосторонні відносини і відзначили, що вони значно покращилися за останні кілька років.

## Дипломатичні відносини
Німеччина зробила кроки до визнання геноциду вірмен у 2005 році, під час правління соціалістично-зеленої коаліції на чолі з канцлером Герхардом Шредером. Однак, закликаючи Туреччину визнати свою «історичну відповідальність», німецький уряд відмовився вживати слово «геноцид». Під час холодної війни необхідність зберегти підтримку Туреччини змусила членів НАТО, таких як Західна Німеччина, ігнорувати цю тему. У 2015 році в Німеччині відновилася публічна дискусія про геноцид вірмен і пряме використання терміна «геноцид» в офіційній мові.
У березні 2015 року, Міністерство закордонних справ Німеччини повідомило про позитивні політичні, економічні та культурні відносини між обома країнами.
Вірменські солдати були прикріплені до німецьких контингентів під час їхньої дислокації в Афганістані. Дивізія охороняла аеропорт коаліційних сил у північному місті Кундуз.

## Постійні дипломатичні представництва
- Вірменія має посольство в Берліні.
- Німеччина має посольство в Єревані.